# Тургунов, Байман Тургунович
Байман Тургунович Тургунов (3 мая 1927, аул Бирлик, Петропавловский уезд, Акмолинская губерния, Казакская АССР, РСФСР, СССР — 15 марта 1986, с. Краснознамённое, Мамлютский район, Казахская ССР, СССР) — советский агроном. Герой Социалистического Труда (1973). Заслуженный агроном Казахской ССР (1969). Член КПСС с 1960 года.

## Биография
Родился 3 мая 1927 года в ауле Бирлик Петропавловского уезда Акмолинской губернии Казакской АССР (ныне — Есильский район, Северо-Казахстанская область).
С 1944 года работал на металлургическом заводе в Темиртау разливщиком, мастером разливочного пролёта.
В 1955 году окончил Ленинский сельскохозяйственный техникум.
С 1955 года — агроном, с 1960 года — главный агроном фермы Мамлютского племенного совхоза в селе Краснознамённое.
Работал в колхозе до конца жизни. Скончался 15 марта 1986 года, похоронен на Старом мусульманском кладбище села Краснознамённое Мамлютского района.